# Lumion
Het Lumion is een school voor mavo-, havo- en vwo-onderwijs in het Amsterdamse stadsdeel Nieuw-West en telt ruim 1500 leerlingen. De school is een Kunskapskolan school waarmee coaching en gepersonaliseerd onderwijs centraal staat. De school bevindt zich aan de Vlaardingenlaan naast de metrohalte Henk Sneevlietweg.
Lumion onderscheidt zich als de eerste Kunskapskolan school van Nederland. Het onderwijsconcept is gericht op gepersonaliseerd onderwijs waarbij coaching van leerlingen centraal staat. 
In de praktijk betekent dit dat de leerling zijn eigen doelen vaststelt en keuzes maakt voor een leerroute. De coach ondersteunt de leerling hierbij. Elke leerling heeft een eigen coach die ook zicht heeft op het leerproces van de leerling.

## Geschiedenis
In 2012 werd Caland2, een dependance van het Calandlyceum opgericht aan de Anderlechtlaan in Nieuw-West. Er startten in dat schooljaar 100 leerlingen en 12 docenten. Door de groei van de leerlingaantallen werd het pand al snel te klein waarna in 2016 werd begonnen met de nieuwbouw aan de Vlaardingenlaan. Op 4 oktober 2019 is de nieuwbouw feestelijk geopend door onderwijswethouder Marjolein Moorman.
Sinds 2016 werd Caland2 een onafhankelijke school binnen stichting SOVOP en is de naam gewijzigd naar Lumion.

## Gebouw
Het schoolgebouw aan de Vlaardingenlaan bestaat uit een nieuwbouw waarin de onderbouwklassen zich bevinden en een oudbouw voor de bovenbouwklassen. 
De oudbouw is de voormalige locatie van de Christelijke MTS Patrimonium uit 1973. Het gebouw is een ontwerp van architect J.B. Ingwersen in de brutalistische stijl. Door het gebruik van strakke betonnen gevels, glas en horizontale lijnen liet Ingwersen zich inspireren door Le Corbusier. Sinds 2 december 2008 is het gebouw een gemeentelijke monument.
Bij de nieuwbouw van de school zijn drie van de vijf praktijklokalen van de MTS gesloopt, de twee overige praktijklokalen worden gebruikt als sportfaciliteit.
De nieuwbouw is ontworpen door architectenbureau Atelier PRO en is met een atrium verbonden met de oudbouw. In het atrium bevindt zich een wenteltrap met een doorsnede van 8,2 meter. In 2020 is de wenteltrap genomineerd voor de Nationale Staalprijs. 
Dankzij de nieuwbouw beschikt het Lumion onder andere over verschillende lokalen, leerpleinen, collegezalen, een theater, fietskelder, een sciencelab, een grand café, gymzalen en atelierruimtes.

## Bereikbaarheid
Metrolijnen 50 en 51 stoppen op de naastgelegen metrostation Henk Sneevlietweg. Buslijn 62 van het GVB rijdt over de Vlaardingenlaan en halteert naast de metrohalte. 